# Ostoros-patak menti erdőspuszta
Ostoros-patak menti erdőspuszta este o arie protejată (arie specială de conservare — SAC, sit de importanță comunitară — SCI) din Ungaria întinsă pe o suprafață de 48,86 ha, integral pe uscat.

## Localizare
Centrul sitului Ostoros-patak menti erdőspuszta este situat la coordonatele 47°49′58″N 20°28′14″E / 47.832778°N 20.470556°E.

## Înființare
Situl Ostoros-patak menti erdőspuszta a fost declarat sit de importanță comunitară în mai 2004 pentru a proteja 3 specii de plante și 4 specii de animale. Situl a fost protejat și ca arie specială de conservare în februarie 2010.

## Biodiversitate
Situată în ecoregiunea panonică, aria protejată conține 4 habitate naturale: Pajiști stepice subpanonice, Tufărișuri subcontinentale peripanonice, Păduri stepice euro-siberiene cu Quercus spp., Pajiști uscate seminaturale și facies de acoperire cu tufișuri pe substraturi calcaroase (Festuco-Brometalia) (* situri importante pentru orhidee).
La baza desemnării sitului se află mai multe specii protejate:
- plante (3): Echium russicum, sisinei (Pulsatilla grandis), Thlaspi jankae
- amfibieni (1): buhai de baltă cu burta roșie (Bombina bombina)
- nevertebrate (2): fluturele de noapte (Eriogaster catax), rădașcă (Lucanus cervus)
- pești (1): zvârluga (Cobitis taenia)

Pe lângă speciile protejate, pe teritoriul sitului au mai fost identificate 8 specii de plante, 1 specie de nevertebrate, 1 specie de reptile.